# 罗挺
罗挺（1952年—），男，汉族，四川苍溪人。中国人民解放军海军少将，已退役。
于1999年至2008年的长达九年的时间里，担任海军大连舰艇学院政治委员，在任期间推出了方永刚等典型人物。